# 现任中国人民政治协商会议广东省地级行政区委员会主席列表

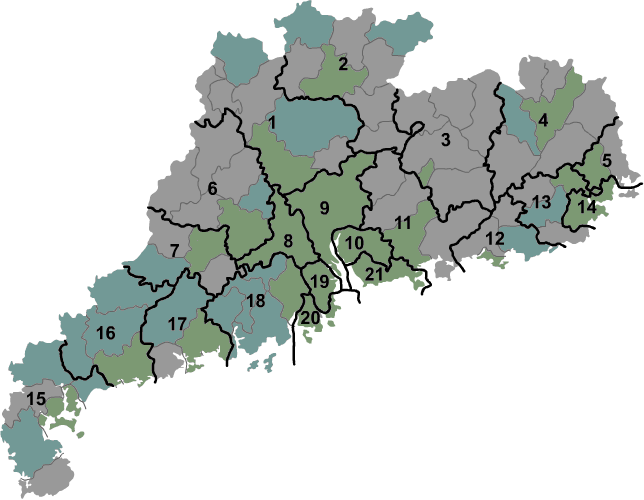
以廣東省地級行政區來劃分，
具體請見：「廣東省」條目，
「行政區劃」章節

本列表列出中华人民共和国广东省21个地级行政区中国人民政治协商会议地方委员会的现任主席。根据2004年修订的《中国人民政治协商会议章程》规定，省、自治区、直辖市设中国人民政治协商会议的省、自治区、直辖市委员会；自治州、设区的市、县、自治县、不设区的市和市辖区，凡有条件的地方，均可设立中国人民政治协商会议各该地方的地方委员会。中国人民政治协商会议各级地方委员会设主席，副主席若干人和秘书长，中国人民政治协商会议各级地方委员会的主席主持常务委员会的工作。
现任地级行政区政协主席中，有4位是女性，即深圳市政协主席林洁、云浮市政协主席梁丽娴和梅州市政协主席杨朝晖；有1位少数民族，其中1位为土家族，即韶关市政协主席胡海运；任职时间最长的是茂名市政协主席刘芳，自2020年1月11日起担任政协主席，迄今5年6个月；任职时间最短的是江门市政协主席张磊，自2024年2月28日起担任政协主席，迄今1年5个月。

## 副省级市政协委员会主席
| 副省级市政协委员会               | 政协委员会主席 | 上任日期 （任职时间）       | 出生年月            | 信息源 |
| -------------------------------- | -------------- | --------------------------- | ------------------- | ------ |
| 中国人民政治协商会议广州市委员会 | 李贻伟         | 2021年1月30日 （4年6个月）  | 1965年11月 （59歲） | [ 2 ]  |
| 中国人民政治协商会议深圳市委员会 | 林洁 （女）    | 2020年9月22日 （4年10个月） | 1963年4月 （62歲）  | [ 3 ]  |

## 地级市政协委员会主席
| 地级市政协委员会                 | 政协委员会主席    | 上任日期 （任职时间）      | 出生年月            | 信息源 |
| -------------------------------- | ----------------- | -------------------------- | ------------------- | ------ |
| 中国人民政治协商会议珠海市委员会 | 王开洲            | 2022年1月13日 （3年6个月） | 1969年9月 （55歲）  | [ 4 ]  |
| 中国人民政治协商会议汕头市委员会 | 邱奕辉            | 2022年1月8日 （3年6个月）  | 1966年4月 （59歲）  | [ 5 ]  |
| 中国人民政治协商会议佛山市委员会 | 李政华            | 2022年1月8日 （3年6个月）  | 1966年4月 （59歲）  | [ 6 ]  |
| 中国人民政治协商会议韶关市委员会 | 胡海运 （土家族） | 2022年1月9日 （3年6个月）  | 1966年10月 （58歲） | [ 7 ]  |
| 中国人民政治协商会议湛江市委员会 | 李多民            | 2022年1月10日 （3年6个月） | 1966年3月 （59歲）  | [ 8 ]  |
| 中国人民政治协商会议肇庆市委员会 | 黄忠幸            | 2022年1月12日 （3年6个月） | 1966年5月 （59歲）  | [ 9 ]  |
| 中国人民政治协商会议江门市委员会 | 张磊              | 2024年2月28日 （1年5个月） | 1968年8月 （56歲）  | [ 10 ] |
| 中国人民政治协商会议茂名市委员会 | 刘芳              | 2020年1月11日 （5年6个月） | 1963年7月 （62歲）  | [ 11 ] |
| 中国人民政治协商会议惠州市委员会 | 温勇瑜            | 2023年2月8日 （2年5个月）  | 1967年10月 （57歲） | [ 12 ] |
| 中国人民政治协商会议梅州市委员会 | 杨朝晖 （女）     | 2023年2月9日 （2年5个月）  | 1969年6月 （56歲）  | [ 13 ] |
| 中国人民政治协商会议汕尾市委员会 | 曾晓晖 （女）     | 2025年2月25日 （5个月）    | 1972年4月 （53歲）  | [ 14 ] |
| 中国人民政治协商会议河源市委员会 | 余其豹            | 2023年2月9日 （2年5个月）  | 1964年3月 （61歲）  | [ 15 ] |
| 中国人民政治协商会议阳江市委员会 | 杨文龙            | 2021年2月2日 （4年5个月）  | 1965年11月 （59歲） | [ 16 ] |
| 中国人民政治协商会议清远市委员会 | 姚楚旋            | 2022年1月12日 （3年6个月） | 1967年2月 （58歲）  | [ 17 ] |
| 中国人民政治协商会议东莞市委员会 | 郑建民            | 2023年2月9日 （2年5个月）  | 1966年5月 （59歲）  | [ 18 ] |
| 中国人民政治协商会议中山市委员会 | 庄树俊            | 2022年1月13日 （3年6个月） | 1966年4月 （59歲）  | [ 19 ] |
| 中国人民政治协商会议潮州市委员会 | 王文森            | 2024年2月2日 （1年5个月）  | 1973年9月 （51歲）  | [ 20 ] |
| 中国人民政治协商会议揭阳市委员会 | 葛承书            | 2024年2月8日 （1年5个月）  | 1966年4月 （59歲）  | [ 21 ] |
| 中国人民政治协商会议云浮市委员会 | 梁丽娴 （女）     | 2022年1月13日 （3年6个月） | 1969年3月 （56歲）  | [ 22 ] |